# Eugène-Jean Boverie
Pour les articles homonymes, voir Boverie.
Eugène-Jean Désir Boverie né le 9 mai 1869 à Paris et mort le 15 décembre 1910 à Saint-Maur-des-Fossés est un sculpteur français.

## Biographie
Eugène-Jean Boverie est le fils d'Eugène-Jacques Boverie et de Marie Escalère, tous deux marchands de meubles et gérants du magasin du grand-père paternel situé au 100, rue du Faubourg-Saint-Antoine à Paris. 
Il entre à l'École des beaux-arts de Paris en 1887 et y devient l'élève d'Henri Chapu et Antonin Mercié. En 1893, il obtient une bourse de voyage. En 1894, il habite Annemasse avec son épouse Clémentine Berger. En avril naît sa fille Nelly Jeanne Clémentine (1894-1971). En 1895, l'Institut lui remet la bourse Maillé de La Tour-Landry pour sa pièce Abandonnée.
Il expose au Salon des artistes français de 1887 à 1909, et reçoit la médaille de première classe en 1901. Il reçoit la médaille d'argent à l'Exposition universelle de 1900 et expose à celle de Saint-Louis en 1904. En 1906, il est nommé chevalier de la Légion d’honneur, parrainé par Antonin Mercié. 
Il est l'auteur de plusieurs monuments publics en bronze qui, pour un grand nombre, ont été envoyés à la fonte en 1942 sous le régime de Vichy, dans le cadre de la mobilisation des métaux non ferreux.
Il meurt le 15 décembre 1910 des suites d'une longue maladie, à son domicile de la rue Littré à Saint-Maur-des-Fossés.

## Œuvre

### Œuvres dans les collections publiques
Argentine
Buenos Aires, Parque Avellaneda : Caïn, ou El Perdón (Le Pardon), 1896, groupe en marbre.
France
- Argentat-sur-Dordogne, place Delmas : Monument au général Delmas de La Coste, 1906, buste en bronze.
- Chartres, place du Châtelet : Monument aux morts de la guerre de 1870-1871, statue du Fantassin, 1901, bronze, architecte Henri-Paul Nénot, fonte Thiébaut frères.
- Nantes, musée des Beaux-Arts : Un mobile, 1901-1903, statue en plâtre[7].
- Neufchâteau : Souvenir de la Guerre de 1870, 1900, statue en bronze, fonte Capitain et Salin.
- Paris :
  - avenue Ledru-Rollin : Monument à Jean-Baptiste Baudin, 1901, statue en bronze, envoyée à  la fonte en 1942[8].
  - cimetière du Père-Lachaise :
    - Sépulture de Germaine Dubost (1875-1895), vers 1896, pierre ;
    - Sépulture de Jacques-Armand Chappey (mort en 1899), vers 1900, haut-relief en pierre.

  - jardin du Palais-Royal : Monument à Camille Desmoulins, 1905, statue en bronze, envoyée à la fonte en 1942[9],[10].
  - Petit Palais :
    - Recueillement, entre 1889 et 1910, groupe en bronze[11] ;
    - Camille Desmoulins, vers 1905, statue en plâtre[12].
- Saint-Pantaléon-de-Larche : Monument au général Couloumy, 1906, bronze.
- Souillac : Monument à l’amiral de Verninac Saint-Maur, 1898, statue en bronze, fonte Capitain-Gény, envoyée à la fonte en 1942.
- Verdun, square Vaudan : L'Effort ou Aux défenseurs de Verdun, 1909, groupe en bronze, envoyé à  la fonte en 1942.

- Localisation inconnue :
  - Caïn, Salon de 1893 et exposition au Grand-Palais en 1900, groupe en plâtre, achat par l'État[13].
  - Griserie, 1903, marbre[14].
  - La Charité romaine, dessin paru dans l'Album Mariani.

Œuvres de Eugène-Jean Boverie
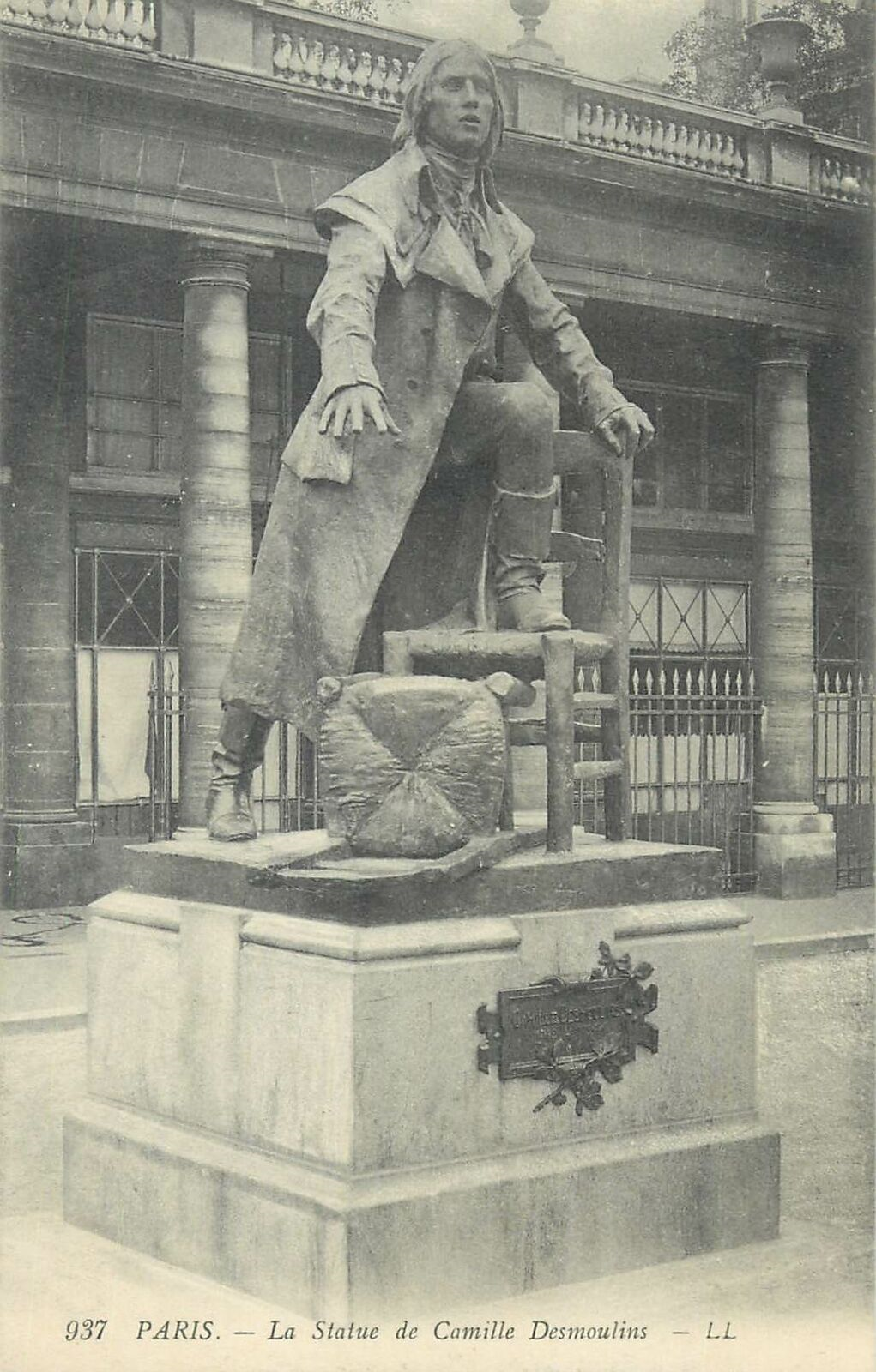
Monument à Camille Desmoulins au jardin du Palais-Royal à Paris.
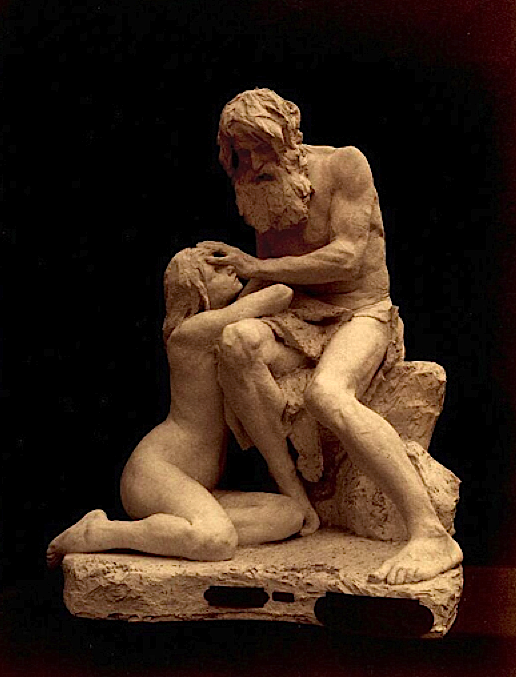
Caïn (Salon de 1893), plâtre, localisation inconnue.
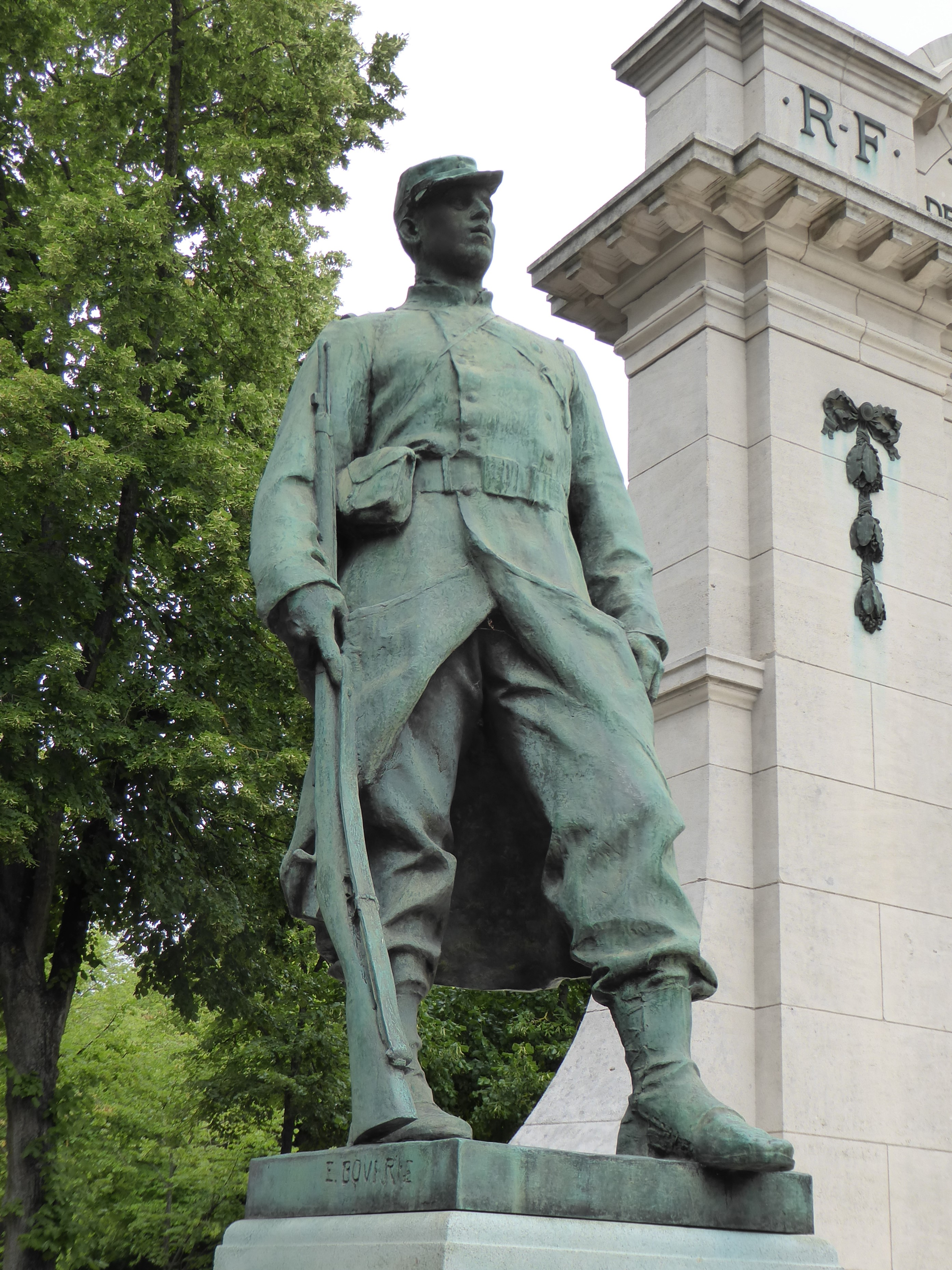
Le Fantassin, détail du Monument aux morts 1870-1871 de Chartres.
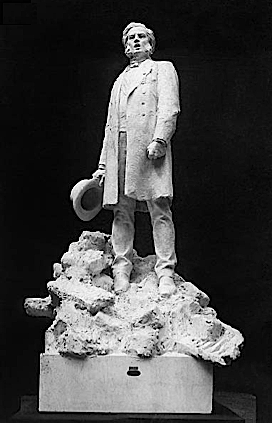
Monument à Jean-Baptiste Baudin (Salon de 1901), modèle en plâtre, localisation inconnue.
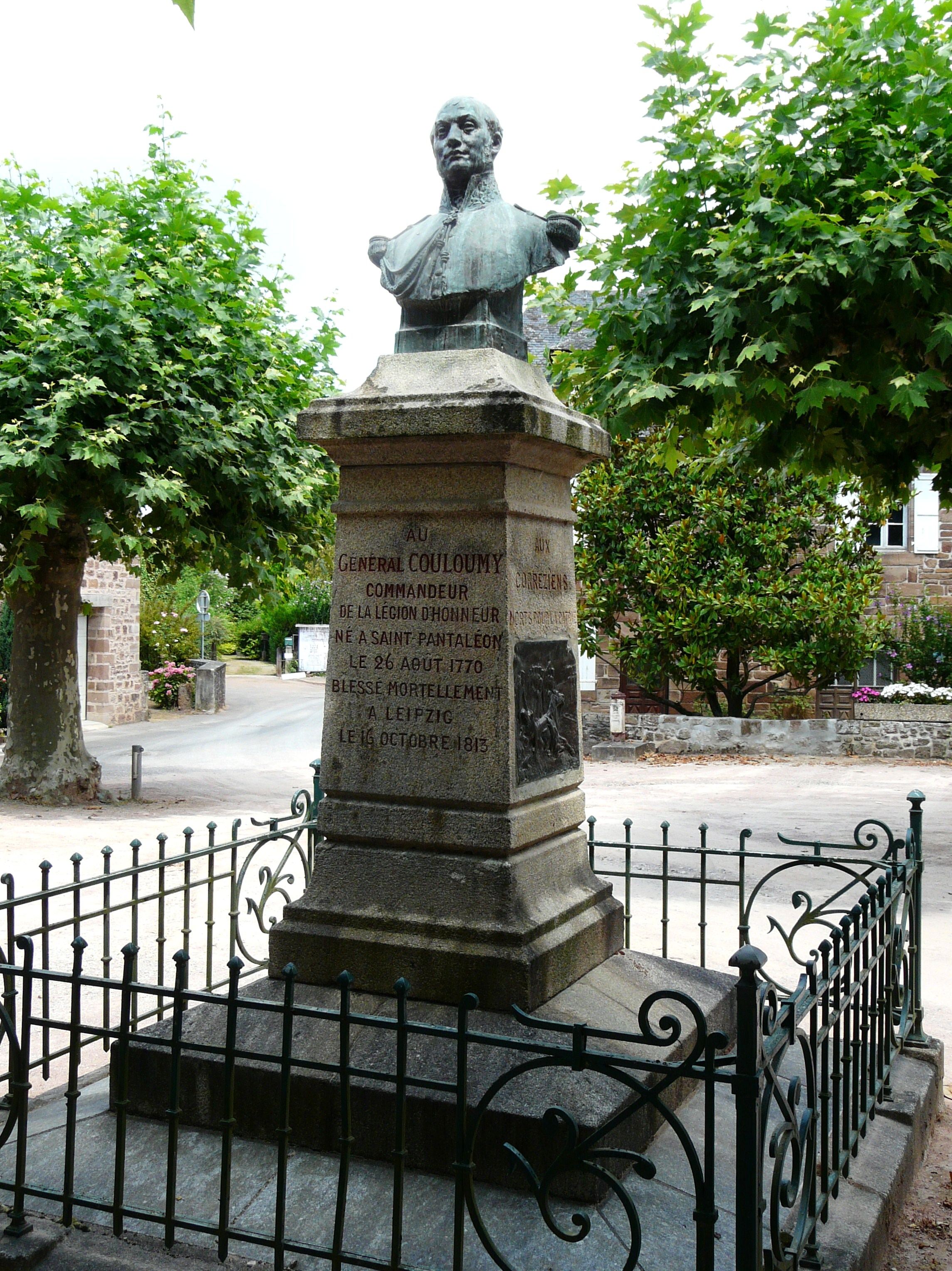
Monument au général Couloumy à Saint-Pantaléon-de-Larche.
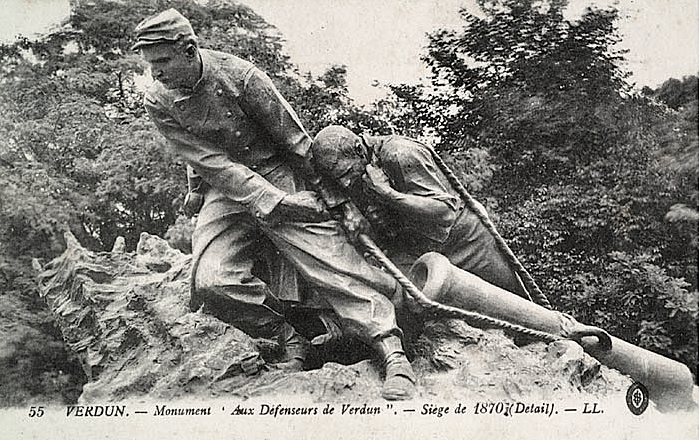
Aux Défenseurs de Verdun à Verdun.

### Sculpture d'édition
- Sainte Agnès, 1898, plâtre édité en étain et en bronze.

## Salon
- Abandonnée, plâtre, Salon des artistes français de 1895 et exposition des prix du Salon et boursiers de voyage, 1902[15].